# L'Auberge du dragon volant
Pour plus de détails, voir Fiche technique et Distribution.
L'Auberge du dragon volant (anglais : The Sleep of Death ; suédois : Ondskans värdshus) est un film d'épouvante suédo-irlandais réalisé par Calvin Floyd et sorti en 1980.
Il s'agit d'une adaptation de la nouvelle La Chambre de l'auberge du Dragon Volant (The Room in the Dragon Volant) de Sheridan Le Fanu publié en 1872.

## Synopsis
En 1815, à la fin des guerres napoléoniennes, un jeune Anglais se rend en France à la recherche d'une femme, la comtesse Saint-Alyre. Une fois sur place, il rencontre des personnages étranges, dont le marquis d'Armanville, et il commence à vivre des événements surnaturels alors qu'une série de meurtres se produit.

## Fiche technique
- Titre français : L'Auberge du dragon volant[1],[2],[3]
- Titre original anglais : The Sleep of Death ou The Inn of the Flying Dragon[4]
- Titre suédois : Ondskans värdshus[5]
- Réalisateur : Calvin Floyd
- Scénario : Yvonne Floyd (sv), Calvin Floyd d'après La Chambre de l'auberge du Dragon Volant (The Room in the Dragon Volant) de Sheridan Le Fanu publié en 1872.
- Photographie : Tony Forsberg (sv), Jiří Tirl
- Montage : Susanne Linnman, James Morris
- Musique : Ragnar Grippe
- Sociétés de production : The Dragon Co, Aspekt Film AB, The National Film Studios of Ireland
- Pays de production :  Suède -  Irlande
- Langues originales : anglais
- Format : couleurs - 1,66:1 - Son mono - 35 mm
- Durée : 90 minutes
- Genre : film d'épouvante
- Dates de sortie :
  - France : novembre 1980 (Festival international du film fantastique et de science-fiction de Paris)
  - Suède : 23 novembre 1981

## Distribution
- Marilù Tolo : Comtesse Elga
- Patrick Magee : Marquis
- Curd Jürgens : Comte St. Alyre
- Per Oscarsson : Colonel Gaillard
- Brendan Price : Robert Terence
- Niall Toibin : Sean
- Kay Maclaren : Vieille femme
- Barry Cassins : Le frère du comte
- Christopher Casson : Sir Philip Terence
- John Molloy : Prêtre
- Ray McAnally : Inspecteur Carmingac
- Archie O'Sullivan : Chimiste
- Bill Foley : Aide-soignant du colonel
- Jacinta Martín : Première femme de chambre
- Olwen Fouéré : Deuxième femme de chambre

## Accueil critique
En Suède, le film est mal accueilli par la presse et le réalisateur Floyd est sévèrement critiqué pour son travail, ce qui lui déplaît et le pousse à quitter la Suède. Dans une interview accordée au journal Aftonbladet, Floyd a déclaré que les critiques étaient « injustes et inéquitables » et a poursuivi : « Les spectateurs doivent garder à l'esprit qu'il ne s'agit pas d'un film d'horreur au sens propre du terme. Il se situe à un niveau intellectuel différent, un jeu d'équilibre entre la réalité et l'illusion ».
Selon le réalisateur Calvin Floyd, en France, contrairement à la Suède, le film a reçu des critiques positives.